# Ricardo Gareca
Ricardo Alberto Gareca Nardi (Tapiales, 10 de fevereiro de 1958) é um treinador e ex-futebolista argentino que atuava como atacante. Atualmente comanda a Seleção Chilena.

## Carreira como jogador

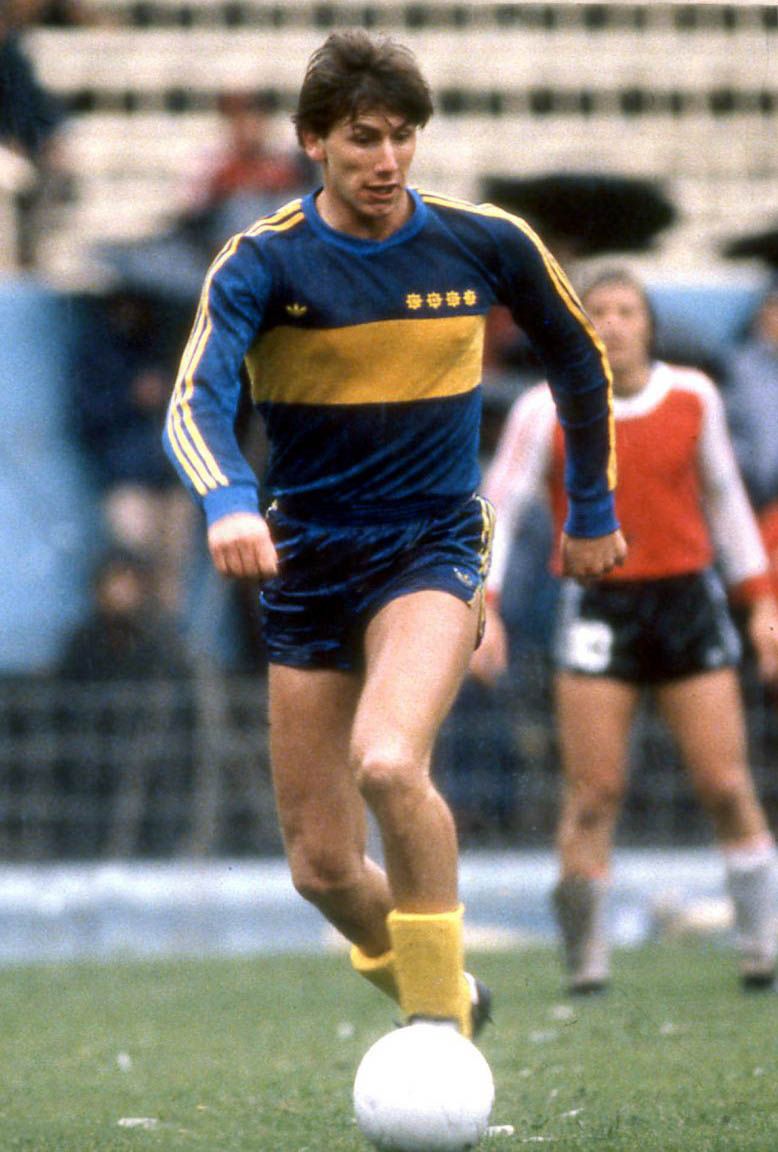
Gareca atuando pelo Boca Juniors em 1980

Começou sua carreira de jogador no Boca Juniors em 1978 com aparições irregulares indo por empréstimo ao Sarmiento em 1981, onde se destacou como goleador,  retornando ao Boca nesse mesmo ano ficando nesse clube até 1984. Teve uma rápida passagem pelo River Plate em 1985 indo em seguida para a equipe colombiana América de Cali onde conquistou o bicampeonato colombiano em 1985 e 1986, quando foi vice artilheiro com 21 gols e também foi por três anos seguidos vice-campeão da Copa Libertadores da América em 1985, 1986 e 1987, tendo sido artilheiro neste ano com sete gols.
Em 1989, voltou para a Argentina para atuar no Vélez Sársfield, onde ficou até 1992. 
Já em 1993, transferiu-se para o Independiente, onde conquistou o Campeonato Argentino, a Supercopa Libertadores 1994 e encerrou sua carreira de jogador.

### Seleção Argentina
Gareca foi convocado pela primeira vez para Seleção Argentina em 1981, pelo então técnico César Luis Menotti, para uma partida contra a Polônia. Menotti, entretanto, não o convocou para atuar na Copa do Mundo de 1982. Com o técnico Carlos Bilardo teve um pouco mais de sorte, tendo sido chamado mais vezes, inclusive marcando o gol na partida contra o Peru que classificou a Argentina para disputar a Copa do Mundo de 1986. Apesar desse feito, não foi convocado para disputar essa competição na qual seu país sagrou-se campeão. No total pela Seleção Argentina, disputou 26 partidas e marcou seis gols. Seu melhor resultado pela seleção foi o 4º lugar na Copa América de 1983.

## Carreira como treinador

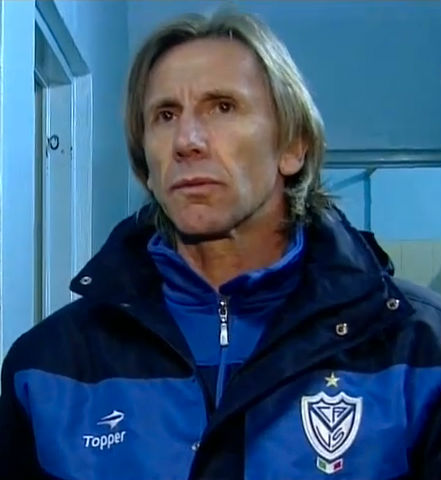
Gareca em sua primeira passagem como técnico do Vélez Sársfield

Iniciou sua carreira de treinador em 1996 na equipe argentina do Talleres, onde obteve seu primeiro título como treinador, o Campeonato Argentino da série B local na temporada 1997–98. No ano seguinte, obteve seu primeiro título internacional, a Copa Conmebol 1999 quando derrotou na final a equipe brasileira do CSA. Depois disso, teve passagens pela equipes argentinas Independiente, Colón, Quilmes e Argentinos Juniors; e pelas equipes colombianas América de Cáli e Santa Fé. Em 2007 foi contratado pelo Universitario, onde conquistou o Campeonato Peruano (Apertura) em 2008. Dois anos depois, em 2009, retornou à Argentina para treinar o Vélez Sársfield e conquistou o Campeonato Argentino (Clausura) desse mesmo ano, o vice no ano seguinte (Apertura), o terceiro lugar na Copa Libertadores da América de 2011, um novo Campeonato Argentino em 2011 (Clausura), o Inicial em 2012 e a Superfinal de 2012–13.

### Palmeiras
Foi anunciado oficialmente pelo Palmeiras no dia 16 de junho de 2014. Gareca foi o sexto treinador argentino da história do clube. Iniciou seu trabalho efetivamente em 16 de junho. Em sua gestão foram contratados quatro jogadores argentinos: Fernando Tobio, Agustín Allione e Jonathan Cristaldo foram comandados por ele no Vélez, enquanto o atacante Pablo Mouche chegou como sua indicação.
No entanto, em treze partidas, Gareca obteve um desempenho de 33% de aproveitamento, o segundo pior entre os treinadores do clube no século XXI. Dessa maneira, acabou sendo demitido no dia 1 de setembro.

### Seleção Peruana
Assumiu o comando técnico da Seleção Peruana no dia 2 de março de 2015, assinando contrato por quatro anos. Sob sua direção, o Peru obteve o 3º lugar na Copa América de 2015, o 2º lugar na Copa América de 2019 e o 4º lugar na Copa América de 2021, além de ter conseguido a classificação para a Copa do Mundo FIFA de 2018, após 36 anos. O treinador também levou a Seleção Peruana para a repescagem da Copa do Mundo FIFA de 2022, mas os peruanos acabaram sendo eliminados pela Austrália. Após a não classificação e o término do contrato, Gareca optou por não renovar, deixando o comando do Peru em julho de 2022, após sete anos.

### Retorno ao Vélez Sarsfield
Em 2 de março de 2023, acertou seu retorno ao Vélez Sarsfield após um período de dez anos. No entanto, depois de uma série de maus resultados, pediu demissão no dia 5 de junho. Gareca comandou a equipe em 12 jogos, obtendo apenas uma vitória, sete empates e quatro derrotas.

### Seleção Chilena
Foi anunciado como técnico do Chile no dia 24 de janeiro de 2024, chegando para substituir Eduardo Berizzo.

## Títulos como jogador
América de Cáli
- Campeonato Colombiano: 1985 e 1986

Independiente
- Campeonato Argentino: 1994
- Supercopa Libertadores: 1994

### Artilharias
América de Cáli
- Copa Libertadores da América: 1987 (7 gols)

## Títulos como treinador
Talleres
- Primera B Nacional: 1997–98
- Copa CONMEBOL: 1999

Universitario
- Campeonato Peruano: 2008 (Apertura)

Vélez Sarsfield
- Campeonato Argentino: 2009 (Clausura), 2011 (Clausura) e 2012 (Inicial)

Palmeiras
- Taça Júlio Botelho: 2014[23]